# Masato Yamasaki
Masato Yamasaki (født 7. april 1980) er en tidligere japansk fodboldspiller.
Han har spillet for flere forskellige klubber i sin karriere, herunder Kyoto Purple Sanga og Mito HollyHock.